# Затовканюк, Миколаш
Николай Затовканюк (21 сентября 1919, с. Полонка — 17 сентября 2001, Прага) — чешский языковед, славист, русист, доктор философии с 1952, кандидат филологических наук с 1966 года.

## Биография
Учился в 1939—1940 на заочном отделении Луцкого педагогического института, позже — в Тбилисском университете.
В 1947 переехал в Чехии, учился в Карловом университете (Прага), а с 1948 преподавал в нем.

## Научная деятельность
Работал в области сравнительного и типологического изучения славянских языков:
- «Безличный предикатив и родственные формы, в частности в русском языке» (1965, чеш. языке),
- «Проблемы сравнения украинского, чешского и русского языков» (1966),
- «Словоизменение существительных в восточнославянских языках» (1975, на рус. языке).

Исследовал также вопрос лексикологии и лексикографии, диалектологии, межъязыковых контактов, языковой интерференции, психолингвистики, лингводидактики.
Автор учебников по русскому и другим языкам для школ в Чехии.